# Dani Salgado
Daniel Salgado Marcilla, más conocido como Dani Salgado, (Santa Coloma de Gramanet, 8 de octubre de 1980) es un jugador de fútbol sala español que juega como pívot en el Palau FS. Es conocido por haber sido varias veces pichichi de la LNFS. Es internacional con España. También ha sido regidor en el ayuntamiento de Santa Coloma de Gramenet.

## Clubes
- Industrias García (1997-2000)
- Fútbol Sala Martorell (2000-2005)
- Playas de Castellón (2005-2008)
- Benicarló Aeroport Castelló (2008-2009)
- Marfil Santa Coloma (2009-2010)
- ElPozo Murcia (2010-2012)
- Marfil Santa Coloma (2012-2017)[5]
- Natació Sabadell FS (2017-2018)[6]
- Palau FS (2019-2020)
- AP Nou Escorial (2020- )